# Onthophagus aloysiellus
Onthophagus aloysiellus là một loài bọ cánh cứng trong họ Bọ hung (Scarabaeidae).